# Пётр Рябинкин
«Пётр Рябинкин» — советский художественный фильм, снятый в 1972 году режиссёром Дамиром Вятич-Бережных по мотивам одноимённой повести Вадима Кожевникова.
Премьера состоялась в апреле 1973 года.

## Сюжет
Фильм повествует о Петре Рябинкине, бывшем рабочем, затем — начальнике цеха, которого товарищи избирают освобожденным секретарём парткома родного завода. На заседании комитета перед мысленным взором Рябинкина проходят чередой: его первая любовь, первые непростые семейные месяцы в общежитии, первые ошибки, которые он совершил, будучи ещё неопытным мастером. Затем годы Великой Отечественной войны, фронт. Сражения с фашистами и полученные ранения. И осмысленное, спокойное преодоление им страха под свистом пуль и грохотом снарядов.

## В ролях
- Вадим Спиридонов — Пётр Сергеевич Рябинкин
- Лев Прыгунов — Володя Егоркин, муж Зинаиды
- Валерий Носик — Сережа Чишихин
- Пётр Любешкин — Алексей Григорьевич Трушин, член завкома
- Леонид Куравлёв — Артур Капустин
- Ольга Сошникова — Нюра Охотникова, жена Петра
- Наталья Гвоздикова — Зинаида Егоркина, разметчица
- Галина Комарова— Лиза Чишихина
- Геннадий Крашенинников — Егоров
- Любовь Калюжная — тетя Паша
- Владимир Носик — рядовой Утехин
- Кирилл Столяров — лейтенант Черных, командир взвода Сибирской дивизии
- Раднэр Муратов — ездовой
- Николай Бармин — полковник
- Валентина Ананьина — мать Васятки
- Владимир Пицек — Арсений
- Александра Данилова — Томочка, жена Арсения
- Виктор Уральский — рядовой
- Герман Юшко — Степан, раненый танкист
- Валентин Кулик — Николай Дмитриевич, завклубом
- Виктор Шульгин — друг Алексея Григорьевича
- Елена Вольская — эпизод
- Иван Жеваго — эпизод
- Светлана Коновалова — работник ЗАГСа